# I Need to Wake Up

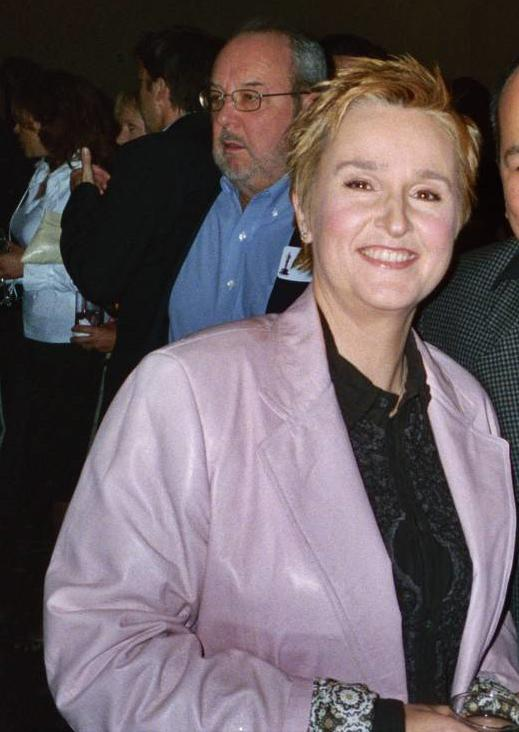
Melissa Etheridge während der Academys Awards Luncheon 2007.

I Need to Wake Up ist ein Lied von Melissa Etheridge aus dem Dokumentarfilm Eine unbequeme Wahrheit. Das Lied wurde bei der Oscarverleihung 2007 mit dem Oscar für den besten Filmsong ausgezeichnet.

## Veröffentlichung
Das Lied wurde zunächst als 18. Stück auf Etheridges Album Greatest Hits: The Road Less Traveled im Oktober 2005 veröffentlicht. 2006 erschien es als Single bei Island Records.
I Need to Wake Up ist über dem Abspann von Eine unbequeme Wahrheit zu hören.

## Hintergrund
Melissa Etheridge hatte gerade Brustkrebs mit einer Chemotherapie überwunden, als Al Gore sie bat, ein Lied für seinen Dokumentarfilm zu schreiben.

## Auszeichnungen und Nominierungen

### Auszeichnungen
- Oscar für den besten Filmsong. Es war einer von zwei Oscars für den Film, der auch als beste abendfüllende Dokumentation ausgezeichnet wurde.[4] I Have to Wake Up setzte sich gegen die anderen nominierten Songs Listen, Patience und Love You I Do aus dem Film Dreamgirls sowie Our Town aus Cars durch.[5]

### Nominierungen
- Das Lied wurde für die 49. Grammy Awards in der Kategorie Song Written for Motion Picture, Television or Other Visual Media nominiert.[6] Musste sich aber Our Town von Randy Newman aus dem Film Cars geschlagen geben.[7]
- Beim 12. Critics Choice Movie Award war I Have to Wake Up nominiert in der Kategorie Song.[8] Letztlich setzte sich hier aber Listen aus Dreamgirls durch.[9]
- Beim Gold Derby Award war I have to Wake Up für Bestes Originallied nominiert, den Preis erhielt Listen aus Dreamgirls.[10]
- Auch bei den 11. OFTA (2006) war I Have to Wake Up als Best Original Song nominiert. Der OFTA Award ging an Listen.[11]
- Das Lied war 2007 für den World Soundtrack Award in der Kategorie Best Original Song Written for Film nominiert, musste sich aber You Know My Name aus James Bond 007: Casino Royale geschlagen geben.[12]